# TuS Duisburg 48/99
Der TuS Duisburg 48/99 war ein Sportverein aus Duisburg. Der Verein spielte neun Jahre lang in der damals erstklassigen Gauliga Niederrhein und stellte sechs deutsche Nationalspieler. Seine Heimspiele trug er in der Fugmann-Kampfbahn (jetzt Leichtathletikstadion Bezirkssportanlage Wedau III) am Kalkweg aus. Am 1. Juli 1964 fusionierte der TuS Duisburg mit dem Duisburger SpV zu Eintracht Duisburg.

## Geschichte

### Stammbaum
Im Jahr 1899 wurde der Duisburger FK 1899 gegründet, der vier Jahre später mit dem 1893 gegründeten SV Viktoria Duisburg zum Duisburger SV Viktoria fusionierte. Im August 1921 kam es zur Fusion mit dem Duisburger TV von 1848 und dem SV Borussia Duisburg zum Duisburger TSV 1848. Der SV Borussia, auch als „Turn-Borussia“ bekannt, entstand im März 1921 durch Fusion des SV Borussia Rheinhausen und der Duisburger Turngemeinde für Erwachsene. Im Rahmen der Reinlichen Scheidung kam es 1923 zur Aufspaltung in den Duisburger TSV 1899 und den Duisburger TV 1848. Beide Vereine fusionierten 1938 wiederum zum TuS Duisburg 48/99. Zwischen 1943 und 1945 bildete der TuS 48/99 eine Kriegsspielgemeinschaft mit dem späteren Fusionspartner Duisburger SpV.

### Bis zum Zweiten Weltkrieg
Der Duisburger TSV 1899 wurde auf Anhieb in die neu geschaffene Gauliga Niederrhein  aufgenommen. Sportlich war die Mannschaft zumeist im Mittelfeld der Tabelle zu finden und konnte 1928 knapp den Abstieg vermeiden. Erst in der Saison 1932/33 ging es für die Mannschaft sportlich nach oben, als sie durch einen 2:1-Sieg im Entscheidungsspiel gegen den Lokalrivalen FV 08 die Staffelmeisterschaft gewann. Die beiden Endspiele um die Niederrheinmeisterschaft gegen Hamborn 07 gingen jedoch deutlich verloren.
Durch den sportlichen Erfolg wurde der TSV 1933 in die neu geschaffene Gauliga Niederrhein aufgenommen und belegte in der ersten Spielzeit den vierten Platz. Abwehrspieler Willy Busch nahm mit der deutschen Nationalmannschaft an der Weltmeisterschaft 1934 in Italien teil, wo die DFB-Elf den dritten Platz belegte. Ein Jahr später stieg der TSV aus der Gauliga ab. Am Saisonende fehlte lediglich ein Punkt auf Preussen Krefeld. Schon 1936 gelang der Wiederaufstieg, als die Mannschaft in der Aufstiegsrunde gegen den VfB Mülheim und die SpVg Odenkirchen ohne Punktverlust blieb.
Zurück im Oberhaus wurden die Duisburger auf Anhieb Vizemeister mit einem Punkt Rückstand auf Fortuna Düsseldorf. Nach der Fusion zum TuS 48/99 rutschte die Mannschaft jedoch schnell wieder ins Mittelmaß zurück und belegte zwischen 1939 und 1941 dreimal in Folge den achten Platz, der noch den Klassenerhalt sicherte. In der Saison 1941/42 wurde der TuS erneut Vizemeister, dieses Mal hinter Hamborn 07. In jenen Jahren stand der nachmalige „Fußballgott“ Toni Turek, der 1938 beim TuS anheuerte, ab und an im Tor. Nachdem der TuS mit dem Spielverein eine Kriegsspielgemeinschaft (KSG) eingegangen war, sicherte sich diese 1944 die letzte niederrheinische Gaumeisterschaft. In der Endrunde um die deutsche Meisterschaft scheiterte die KSG im Viertelfinale am Luftwaffen-Sportverein Hamburg.

### Nachkriegszeit
Nach Kriegsende wurde 1947 die neu geschaffene Oberliga West verpasst. Im Jahr 1954 wurde der TuS Meister seiner Landesligastaffel, scheiterte aber in der Niederrheinmeisterschaft am VfL Benrath. Zwei Jahre später qualifizierte sich die Mannschaft für die neu geschaffene Verbandsliga Niederrhein, deren Meister sie 1959 wurde. In der Aufstiegsrunde zur II. Division setzten sich die Duisburger gegen den Bonner SC und die SpVg Beckum durch. Der TuS nahm ferner an der Deutschen Amateurmeisterschaft teil. Nach einem 3:1-Sieg über den SV Norden-Nordwest aus Berlin schieden die Duisburger im Halbfinale durch eine 1:2-Niederlage nach Verlängerung gegen Arminia Hannover aus.
Als Vizemeister der Saison 1962/63 hinter dem punktgleichen VfB Bottrop qualifizierte sich der TuS für die neu geschaffene Regionalliga West. Aus dieser stieg der TuS als abgeschlagener Vorletzter wieder ab. Einige Heimspiele wurden nicht wie üblich in der Fugmann-Kampfbahn, sondern im Krefelder Grotenburg-Stadion ausgetragen, um der Konkurrenz der Duisburger Vereine zu entgehen. Die Krefelder Amateurvereine legten beim Verband Widerspruch ein, weil sie befürchteten, dass ihnen Zuschauer verloren gingen. Von Seiten des TuS wurde zunächst mit Lizenzrückgabe gedroht und strebte danach eine Fusion mit Preussen Krefeld an. Schließlich erhielten die Duisburger doch noch die Genehmigung, in Krefeld spielen zu dürfen.
Während der Saison führten die Verantwortlichen Fusionsgespräche mit dem Duisburger Spielverein, dem FV 08 und dem DSC 1900. Schließlich fusionierte der TuS am 1. Juli 1964 mit dem Spielverein zu Eintracht Duisburg.

## Persönlichkeiten
- Hans Biallas, drei Länderspiele 1938/39
- Willy Busch, 13 Länderspiele 1933–1936, WM-Teilnehmer 1934
- Hermann Flick, ein Länderspiel 1929
- Walter Günther, vier Länderspiele 1935–1937
- Friedel Holz, ein Länderspiel 1938
- Heinz Ludewig, ein Länderspiel 1914 für Viktoria
- Heinz Rosenbauer, Reichsbundpokal-Sieger 1942, Gaumeister Niederrhein 1943
- Toni Turek, Nachwuchsspieler beim TuS, Weltmeister 1954

## Leichtathletik
Anni Steuer gewann bei den Olympischen Spielen 1936 in Berlin die Silbermedaille im 80-Meter-Hürdenlauf. Maria Grehl wurde 1922 erste Deutsche Meisterin im Speerwurf. Gertrud Pagalies wurde 1948 Deutsche Meisterin im Hochsprung.

## Basketball
1951 wurde eine Basketballabteilung gegründet, damit wurde der Verein am 18. Oktober 1952 auch einer der Gründungsmitglieder des Basketballkreises Niederrhein. 1955 und 1964 wurde die Herrenmannschaft Kreismeister, im Bereich der Jugend gelangen ebenfalls Kreismeisterschaften (männliche und weibliche Jugend 1963 (entspricht heute U18 bzw. U17), männliche Schüler 1962 (heute U16)).